# Radvilė Morkūnaitė-Mikulėnienė
Radvilė Morkūnaitė-Mikulėnienė (ur. 2 stycznia 1984 w Kownie) – litewska działaczka społeczna i polityk, posłanka do Parlamentu Europejskiego VII kadencji, posłanka na Sejm Republiki Litewskiej, w 2024 minister edukacji, nauki i sportu.

## Życiorys
W 2002 ukończyła Kowieńskie Gimnazjum Muzyczne im. Juozasa Naujalisa. W 2006 została absolwentką Litewskiej Akademii Muzyki i Teatru w klasie fortepianu, zaś dwa lata później ukończyła studia w zakresie zarządzania kulturą w Akademii Sztuk Pięknych w Wilnie.
W latach 2005–2008 była współpracownikiem i doradcą posłów na Sejm z ramienia Związku Ojczyzny: Audroniusa Ažubalisa, Edmundasa Pupinisa i Viliji Aleknaitė Abramikienė. Od 2008 pełniła funkcję doradcy ministra spraw zagranicznych Vygaudasa Ušackasa.
W 2001 wstąpiła do Związku Ojczyzny. Rok później rozpoczęła działalność w Lidze Młodych Konserwatystów. W latach 2003–2006 zasiadała w zarządzie tej organizacji, a od 2006 do 2007 pełniła funkcję przewodniczącej. W 2007 została koordynatorką międzynarodowego projektu ratowania Morza Bałtyckiego.
W wyborach do Parlamentu Europejskiego w 2009 jako kandydatka Związku Ojczyzny otrzymała mandat eurodeputowanej. Przystąpiła do grupy chadeckiej oraz do Komisji Ochrony Środowiska Naturalnego, Zdrowia Publicznego i Bezpieczeństwa Żywności. W 2014 nie uzyskała reelekcji. W 2016, 2020 i 2024 z ramienia konserwatystów była wybierana do Sejmu Republiki Litewskiej.
W czerwcu 2024 objęła urząd ministra edukacji, nauki i sportu w rządzie Ingridy Šimonytė. W październiku tegoż roku, po rezygnacji złożonej przez Gabrieliusa Landsbergisa, została pełniącą obowiązki przewodniczącego TS-LKD. W następnym miesiącu odeszła z funkcji ministra. W lutym 2025 bez powodzenia ubiegała się o przywództwo w partii (zajęła drugie miejsce za Laurynasem Kasčiūnasem).